# Eckhard Werner
Eckhard Werner (* 8. März 1954 in Großalsleben; † 12. Oktober 2011 in Halberstadt) war ein deutscher Politiker (CDU). Er war von 1990 bis 1994 Abgeordneter im Landtag von Sachsen-Anhalt.

## Leben
Eckhard Werner arbeitete als Koch. Er war verheiratet und hat zwei Kinder.
Eckhard Werner wurde 1973 Mitglied der CDU der DDR. 1979 bis 1983 war er stellvertretender Kreissekretär der CDU, 1990 Kreisgeschäftsführer der CDU und 1991 Kreisvorsitzender der CDU. Zwischen 1983 und 1990 arbeitete er als Bürgermeister der Stadt Großalsleben. Er wurde bei der ersten Landtagswahl in Sachsen-Anhalt 1990 im Landtagswahlkreis Halberstadt III – Oschersleben (WK 11) direkt in den Landtag gewählt. Im Landtag war er Vorsitzender des Arbeitskreises Kultur und Medien der CDU-Fraktion.